# Gran llanura húngara

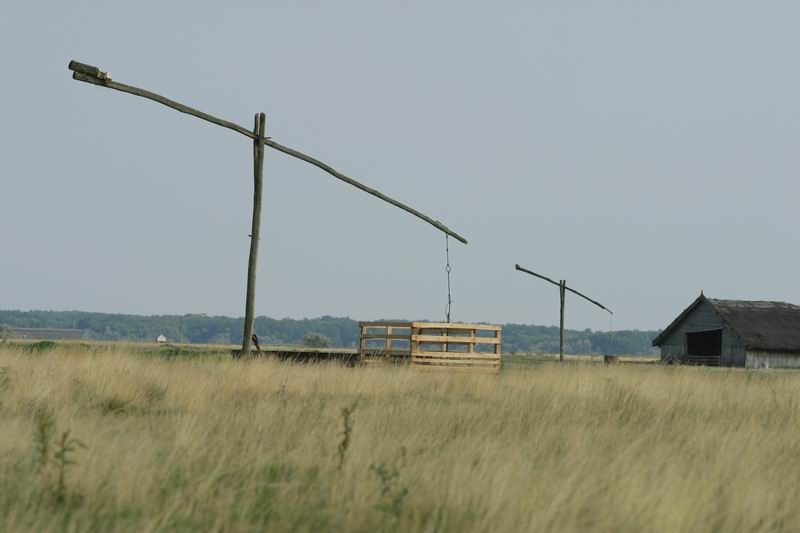
Paisaje de la llanura panónica y la granja de la Hortobágy Puszta, Hungría.

La gran llanura húngara (en húngaro aropesara‘llanura’ o Nagyalföld ‘gran llanura’; en eslovaco Veľká dunajská kotlina; en rumano Câmpia Tisei; en serbio Panonski basen; en croata Panonski basen/Панонски басен ‘llanura de Panonia’), también denominada Gran Alföld, es una llanura o depresión que ocupa la parte sur y este de Hungría, algunas partes del este de Eslovaquia (Tierras Bajas de Eslovaquia Oriental), suroeste de Ucrania (Tierras Bajas Transcarpatianas), oeste de Rumanía, norte de Serbia y este de Croacia. Es la parte más grande de la llanura panónica.

## Límites geográficos
Sus límites geográficos son: al norte y al este, los montes Cárpatos, las montañas Transdanubianas y montañas croatas (SO), y aproximadamente al sur, el río Sava.

## Gran llanura en Hungría

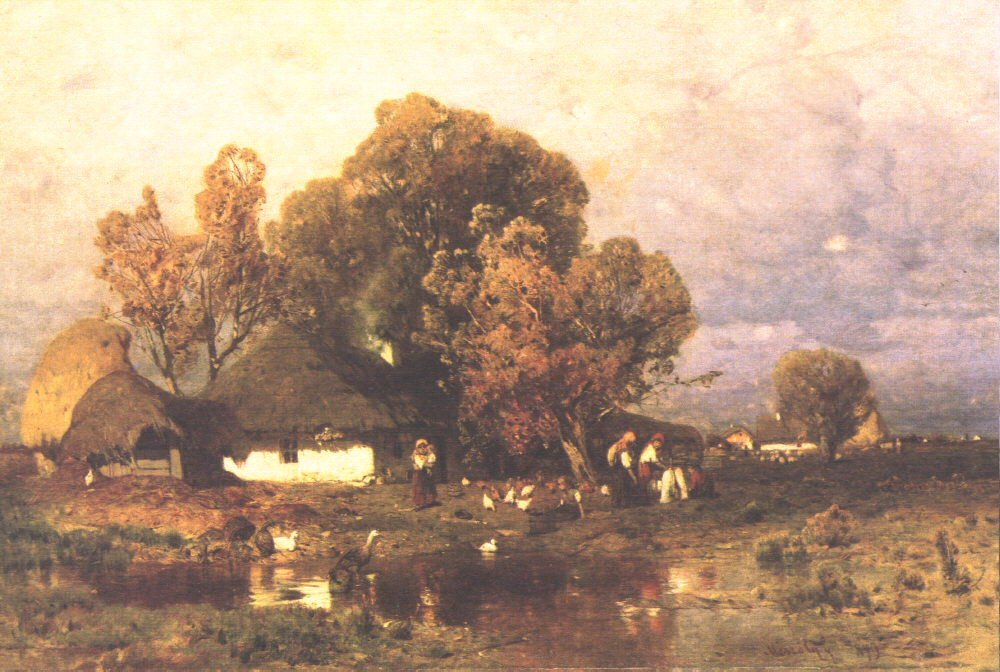
Una granja de la gran llanura húngara,, por Géza Mészöly.

Su territorio dentro de Hungría es de 52 000 km² y comprende aproximadamente el 56 % del país. Su territorio total es de 100 000 km².
Los más importante escritores húngaros, inspirados y relacionados con la gran llanura, son Ferenc Móra y Zsigmond Móricz, así como los poetas Sándor Petőfi y Gyula Juhász.
Entre los científicos húngaros nacidos en la gran llanura están el físico Zoltán Bay, el químico János Irinyi, el inventor de la máquina silenciosa, el farmacólogo János Kabay, el físico y farmacéutico Gábor Kátai y el físico y neumólogo Frigyes Korányi.
El río más importante de la gran llanura es el río Tisza.
Hay notables ciudades y pueblos con baños medicinales, como Berekfürdő, Cserkeszőlő, Gyula, Hajdúszoboszló, Szentes y Szolnok.
Entre los festivales culturales y programas característicos de la región se cuentan el Csángófesztivál (Festival Csángó) de Jászberény, el Cseresznyefesztivál (Festival de las cerezas) de Nagykörű, el Gulyásfesztivál (Festival del Gulash) de Szolnok, el Hídi Vásár (Puente Blanco) de Hortobágy, el Hunniális en Ópusztaszer, el Szabadtéri Játékok (Juegos al aire libre) de Szeged, el Várjátékok (Juegos del Castillo) de Gyula, el Virágkarnevál (Carnaval de las flores) de Debrecen y el Festival de la Sopa del Pescador de la Baja Hungría.

## Cultura prehistórica
La gran llanura húngara fue durante la prehistoria un lugar de transformaciones culturales y tecnológicas, así como un importante punto de reunión de culturas de Europa Oriental y Occidental. Por tanto, la gran llanura húngara constituye una región de gran importancia arqueológica para principales transiciones culturales europeas. 

### Neolítico
La agricultura comenzó en la gran llanura húngara con la cultura de Körös, localizada en la actual Serbia en el Neolítico temprano, entre 6000 y 5500 a. C. 
En el Neolítico medio destacó la cultura de la cerámica de bandas, conocida como Linearbandkeramik (LBK) hace 5500 a. C., cultura que consistía en dos grupos síncronos regionales: 
- Cultura de cerámica Alföld lineal (ALP)
- Variante transdanubiana al oeste de Hungría, que más tarde se dispersó hacia Europa Central y se convirtió en la cultura agrícola dominante de Europa.

A nivel local, se desarrolló la cultura de Lengyel en el Neolítico tardío hace unos 5000 y 4500 a. C.

### Edad del Bronce
Durante la Edad del Bronce temprana (2800-1800 a. C.), la creciente demanda de minerales metálicos en toda Europa dio lugar a nuevas redes comerciales paneuropeas e intercontinentales. 
Las culturas de la gran llanura húngara de la Edad del Bronce temprana, incorporaban tecnología, diferían en los tipos de asentamiento y en cuanto a los materiales de las culturas Edad del Bronce contemporáneas del Cercano Oriente, la Estepa y Europa Central.

### Edad del Hierro
En la fase temprana de la Edad del Hierro (primer milenio antes de Cristo) se produjeron transiciones culturales al este de la gran llanura:
- Población que habitaba la región transdanubiana en Europa Central.
- Poblaciones previas a Escitia (comunidades Mezőcsát de origen desconocido) al este de la gran llanura húngara.

La presencia de las poblaciones y el conocimiento de los flujos poblacionales se estudiaron mediante el hallazgo de restos arqueológicos.
Gracias al análisis de dichos restos se pudo comprobar la relación entre las transiciones culturales y migraciones poblacionales dentro de la gran llanura húngara.

## Análisis genómico de poblaciones prehistóricas
En la última década, se ha podido acceder a antiguos genomas humanos gracias al desarrollo de las técnicas de secuenciación de alto rendimiento, siendo ahora un importante recurso que permite comprobar hipótesis arqueológicas in situ.                              
Es posible conocer nuevos datos acerca de la Prehistoria humana europea mediante la determinación hasta la fecha de genomas autosómicos completos o parciales. En el estudio de (Gamba et al., 2014), se escogieron diecinueve muestras de cazadores-recolectores y dos genomas antiguos completos y cuatro genomas antiguos parciales de los agricultores procedentes del Tirol, Alemania y Suecia. Aunque todavía no se  haya investigado la dinámica temporal de todo el genoma dentro de una región europea definida, en análisis previos los genomas de los cazadores-recolectores caían fuera de la rango de variación europea moderna, mientras que las muestras de los agricultores presentaron una afinidad con los europeos del sur, en especial con la población sarda (habitantes de la isla de Cerdeña).
Por consiguiente, en esta investigación, se evaluó la huella de esta serie de grandes cambios culturales y tecnológicos en los genomas de la Prehistoria centroeuropea a través del análisis de un transecto temporal de 5 000 años de genomas completos y parciales de individuos pertenecientes a poblaciones asentadas en la gran llanura húngara, para lo cual se identificaron restos arqueológicos como coronas dentales, costillas, metacarpos, metatarsos y porciones pétreas de los huesos temporales pertenecientes a veintitrés individuos al este de Hungría.
Para ello, se realizaron una serie de procesos descritos a continuación: Contenido de ADN endógeno, dinámica temporal de la afinidad genómica, imputación de genomas y selección de genotipos.

### Contenido deADNendógeno
Aunque son numerosas las ventajas del análisis de la amplitud del genoma, estos datos no han sido habitualmente accesibles debido al bajo contenido de ADN endógeno en los huesos humanos en la mayoría de contextos arqueológicos. 
Se comparó el contenido de ADN endógeno de la porción pétrea del hueso temporal, el hueso más denso en el cuerpo de los mamíferos, y se combinan elementos esqueléticos alternativos de muestras de esqueletos húngaros a través de diversas profundidades de tiempo (las muestras proceden de cinco individuos del Neolítico, un individuo de la Edad del Bronce y un individuo de la Edad del Hierro). 
Los rendimientos de ADN endógeno de las muestras pétreas, en comparativa con los otros elementos muestrales analizados, eran muy superiores.
Se amplió el muestreo a otras siete porciones pétreas de huesos temporales procedentes de Hungría y los rendimientos de ADN endógeno se mantuvieron excepcionalmente y consistentemente altos.

### Dinámica temporal de la afinidad genómica
La extensión de la genómica poblacional en la dimensión temporal es un gran desarrollo reciente en el campo de la evolución humana, pero el bajo contenido de ADN endógeno de la mayoría de los huesos supone una limitación importante.
Para investigar la dinámica temporal de todo el genoma se secuenciaron bibliotecas genómicas, una del Neolítico (5 070-5 310 a. C.) y otra de la Edad del Bronce (1 110-1 270 a. C.) siendo ambas de alta cobertura. Todo ello permitió establecer el transecto genómico de 5 000 años desde el Neolítico temprano (cultura de Körös) a Edad del Hierro (regiones preescitias).
Todos los individuos analizados son de contextos arqueológicos definidos desde el inicio de la agricultura durante el período de Körös en el Neolítico temprano hasta los preescitias en la Edad del Hierro y fueron directamente datados por carbono-14 o radiocarbono.
Mediante el análisis de Procrustes se combinaron los polimorfismos de nucleótido simple. Mediante este análisis se detectaron cambios en las afinidades genómicas de los genotipos antiguos coincidiendo con cambios culturales y un período de  inmovilidad de 2 800 años en el Neolítico.                                 
Además, se evaluó la continuidad genómica frente al cambio en esta serie de tiempo y cómo se relacionan estos genomas antiguos. Se generó un resumen de variación genómica autosómica de dos dimensiones utilizando el análisis de componentes principales y combinando los datos de genotipo observados con secuencias antiguas publicadas y genotipos de individuos modernos de Europa, el Cáucaso y el Cercano Este. 
Sobre la base de estos análisis, las muestras se pueden dividir en conjuntos que se encuentran en diferentes regiones del análisis de componentes principales, siendo la muestra más antigua la población Körös. 
Los resultados de estos análisis establecieron las siguientes relaciones entre las poblaciones:
- Poblaciones neolíticas: Afinidad con poblaciones actuales sardas (habitantes de la isla de Cerdeña).
- Poblaciones de la Edad del Bronce: Afinidad con poblaciones actuales de Europa Central, como puede ser el caso de la población húngara.
- Poblaciones de la Edad del Hierro: Afinidad con poblaciones actuales de Eurasia Oriental.

### Imputación de genomas antiguos
Para ello se emplearon mil datos de referencia por fases del proyecto genoma para atribuir genotipos de polimorfismos de nucleótido simple bien caracterizados en el cromosoma 22 de individuos del Neolítico y de la Edad del Bronce.
Por lo tanto, se atribuyeron genotipos para cada uno de los genomas y, tras la intersección con datos actuales de polimorfismos de nucleótido simple, se localizaron un total de 151 407 de locidiploides en todas las muestras. Estos datos se utilizaron en un análisis de mezclas, que reafirmó la agrupación y cambios temporales observados con análisis de componentes principales descrito anteriormente.
Se observa que individuos de la Edad del Bronce e individuos de la Edad del Hierro, caen dentro de la mayor parte de los valores modernos, los especímenes neolíticos de Körös, se muestran alejados del resto de datos por lo que sugiere una inusual restricción del tamaño de la población ancestral.

### Genotipos bajo selección

#### Pigmentación de piel
En individuos pertenecientes a poblaciones neolíticas existe una tendencia a la pigmentación más ligera, analizado a través de tres polimorfismos de nucleótido simple de pigmentación que muestran barridos selectivos específicos que facilitan la síntesis de la vitamina D. 

#### Pigmentación de color de ojos y pelo
Esta transición temporal hacia la pigmentación más clara también se ve con el pelo donde se estimaron a partir de polimorfismos de nucleótido simple con el sistema forense Hirisplex el cual permite predecir a partir de muestras de ADN el color de pelo y de ojos de forma simultánea.
- Negro o marrón oscuro en muestras tempranas.
- Marrón claro o rubio oscuro en individuos posteriores.

#### Alelode la lactasa
Dentro de la variación del genoma humano, la persistencia del alelo de la lactasa es una de las señales de selección más fuertes, determinada en los europeos en base al mantenimiento en la dieta de la leche cruda de ganado doméstico. Se ha determinado que este alelo se sometiera a selección hace  5 500 años a. C., posiblemente en asociación con la cultura neolítica de la cerámica de bandas en Europa Central. 
La ausencia de la persistencia del alelo de la lactasa se ha detectado como orígenes entre Europa Central y los Balcanes.